# BK Drott
Boldklubben (BK) Drott var en fodboldklubb fra Helsingborg i Skåne, hjemmehørende i bydelen Raus plantering (gammeldansk bynavn Ra + Os, åmynding) . Klubben blev stiftet i 1918 og ophørte som forening i 1991 da de blev sammenlagt med Helsingborg Södra BK og Helsingborg BIS for at danne Helsingborg Södra BIS, der senere endnu igen senere blev Ramlösa Södra IF.
Klubben har spillet i den næsthøjeste liga i svensk fodbold (nuværende Superettan), og var tæt på at rykke op i den højeste division Allsvenskan bl.a. 1930/31 kun en point bag den værste rival Malmø FF, og 1932/33 da de kom på anden plads bag Halmstads BK.
Spillerdragten var blå/hvid-stribede bluser og blå bukser. Hjemmebane var under en lang periode Heden, men i elitefodbolden var det Olympia.